# Pattinaggio di velocità ai V Giochi olimpici invernali - 5000 m maschile
La competizione dei 5000 m maschili di pattinaggio di velocità dei V Giochi olimpici invernali si è svolta il giorno 1º febbraio 1948 sulla pista del Badrutts-Park.

## Risultati
| Pos. | Atleta             | Nazione        | Tempo  |
| ---- | ------------------ | -------------- | ------ |
| 1    | Reidar Liaklev     | Norvegia       | 8'29"4 |
| 2    | Odd Lundberg       | Norvegia       | 8'32"7 |
| 3    | Göthe Hedlund      | Svezia         | 8'34"8 |
| 4    | Harry Jansson      | Svezia         | 8'34"9 |
| 5    | Jan Langedijk      | Paesi Bassi    | 8'36"2 |
| 6    | Kees Broekman      | Paesi Bassi    | 8'37"3 |
| 7    | Åke Seyffarth      | Svezia         | 8'37"9 |
| 8    | Pentti Lammio      | Finlandia      | 8'40"7 |
| 9    | Lauri Parkkinen    | Finlandia      | 8'45"0 |
| 10   | Kornél Pajor       | Ungheria       | 8'45"2 |
| 11   | John Cronshey      | Gran Bretagna  | 8'45"6 |
| 12   | Antonius Huiskes   | Paesi Bassi    | 8'46"4 |
| 13   | Iván Ruttkay       | Ungheria       | 8'46"9 |
| 14   | Craig MacKay       | Canada         | 8'47"2 |
| 15   | Kalevi Laitinen    | Finlandia      | 8'53"0 |
| 16   | Rune Hammarström   | Svezia         | 8'53"8 |
| 17   | Raymond Blum       | Stati Uniti    | 8'54"4 |
| 18   | Kenneth Henry      | Stati Uniti    | 8'56"0 |
| 19   | Henry Howes        | Gran Bretagna  | 8'56"6 |
| 20   | Adrianus de Koning | Paesi Bassi    | 8'57"6 |
| 21   | Sonny Rupprecht    | Stati Uniti    | 8'58"4 |
| 22   | Vladimír Kolář     | Cecoslovacchia | 8'58"9 |
| 23   | Henry Hebbe        | Norvegia       | 9'03"0 |
| 24   | Max Stiepl         | Austria        | 9'05"0 |
| 25   | Lee Hyo-Chang      | Corea del Sud  | 9'05"4 |
| 26   | Antero Ojala       | Finlandia      | 9'06"2 |
| 27   | Richard Solem      | Stati Uniti    | 9'10"4 |
| 28   | Thomas Ross        | Gran Bretagna  | 9'18"3 |
| 29   | Ákos Elekfy        | Ungheria       | 9'18"6 |
| 30   | Pierre Huylebroeck | Belgio         | 9'20"3 |
| 31   | Guido Caroli       | Italia         | 9'21"3 |
| 32   | Dennis Blundell    | Gran Bretagna  | 9'22"2 |
| 33   | Heinz Hügelshofer  | Svizzera       | 9'28"6 |
| 34   | Josef Rogger       | Svizzera       | 9'29"3 |
| 35   | Gedeon Ladányi     | Ungheria       | 9'30"2 |
| 36   | Enrico Musolino    | Italia         | 9'32"3 |
| 37   | Fernando Alloni    | Italia         | 9'36"3 |
| 38   | Lee Jong-Guk       | Corea del Sud  | 9'36"7 |
| 39   | Alfred Altenburger | Svizzera       | 9'40"6 |
| -    | Charles Mathiesen  | Norvegia       | DNF    |